# Rüsselsheimer Filmtage

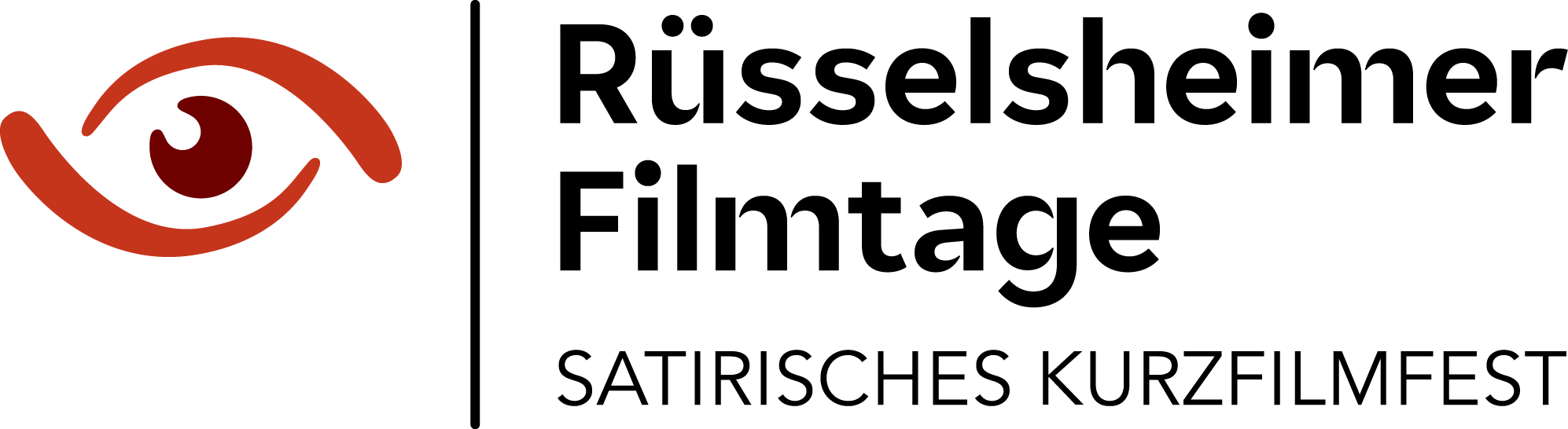
Logo der Rüsselsheimer Filmtage

Die Rüsselsheimer Filmtage sind ein zweitägiges satirisches Kurzfilmfestival, das seit 1994 jedes Jahr im Juni im Theater Rüsselsheim am Main stattfindet. Gezeigt werden Filme, die nicht älter als zwei Jahre alt sind. Die maximale Länge der vorgeführten Kurzfilme beträgt 20 Minuten. Das Festival erreicht rund 1.300 Besucher und ist damit das bedeutendste Festival für satirische Kurzfilme in Deutschland. Die 33. Rüsselsheimer Filmtage 2026 finden vom 19. Juni bis 20. Juni im Stadttheater Rüsselsheim statt.

## Veranstalter und Träger
Veranstaltet werden die Rüsselsheimer Filmtage von Ehrenamtlichen des gemeinnützigen Fördervereins Cinema Concetta Filmförderung e. V. im Auftrag der Stiftung Cinema Concetta Filmförderung. Ziel der Stiftung ist es, das Kulturgut des satirischen Kurzfilms als künstlerische Ausdrucksform im nichtkommerziellen Sinne zu fördern und einer breiten Öffentlichkeit zugänglich zu machen.
Die Stiftung Cinema Concetta Filmförderung wurde im September 1992 gegründet. Anlass war ein Flugzeugunglück im Dezember 1991 am Hohen Nistler bei Heidelberg, bei dem das Cinema Concetta Filmteam Martin Kirchberger, Ralf Malwitz und Klaus Stieglitz während der Dreharbeiten zum Film Bunkerlow ums Leben kam. Die Stiftung ist vom Land Hessen als gemeinnützig anerkannt.
Für ihre Förderung des Mediums Film und die Bereicherung des Kulturlebens in Rüsselsheim erhielt die Cinema Concetta Filmförderung 2002 den Kulturpreis der Stadt Rüsselsheim. 2006 wurde die Stiftung vom Land Hessen als Stiftung des Monats Juni ausgezeichnet, da sie einen wesentlichen Beitrag zur kulturellen Vielfalt in Hessen leistet und sich die satirischen Kurzfilmtage zum bedeutendsten Festival in ihrem Genrebereich entwickelt haben.

## Beiträge und Ablauf
Bis zu 20 Filme konkurrieren um die Publikumspreise, die aus den Erträgen des Stiftungskapitals der Stiftung Cinema Concetta Filmförderung vergeben werden. Die Preise sind absteigend mit 5.000, 2.000 und 1.000 Euro dotiert. Der mit 5.000 Euro dotierte erste Preis der Rüsselsheimer Filmtage wird zusammen mit der Trophäe „Der scharfe Blick“ überreicht. Die massive Bronzeplastik symbolisiert ein Auge, das Logo der Rüsselsheimer Filmtage.
Wesentlicher Bestandteil der Filmtage sind die kurzen Gespräche mit den Filmemachern auf der Bühne jeweils nach der Aufführung ihrer Produktion. Die Preisvergabe ist an die Anwesenheit der Filmemacher oder eines Vertreters gekoppelt. Das Publikum wählt bis zu drei Filmfavoriten aus zwei Wettbewerbsblöcken.
Angesichts der besonderen Bedingungen in der Pandemiezeit der Jahre 2020 und 2021 entschieden sich die Veranstalter für eine Streaming-Version. So konnten die Filmemacher trotz des allgemein vorübergehenden Ausfalls der Spielstätten ihre Arbeiten präsentieren und sich um die mit insgesamt 8.000 Euro dotierten Preise des Filmfests bewerben. Gleichzeitig blieb der Charakter des Festivals mit den Kurzinterviews und der Publikumswahl, jetzt via Internet, weitgehend erhalten.
Über die Rüsselsheimer Filmtage hinaus werden die Siegerfilme der Rüsselsheimer Filmtage als „Best-of-Rolle“ deutschlandweit auf Tournee geschickt.
Das Filmfest finanziert sich durch Sponsoren, Einnahmen aus den Veranstaltungen, Spenden und Beiträgen der Fördermitglieder.

## Preisträger
| Jahr | Filmtitel                                          | Regie                                                         | Platzierung |
| ---- | -------------------------------------------------- | ------------------------------------------------------------- | ----------- |
| 1994 | Mit einem Eimer Wasser                             | Anja Neitzert                                                 | 1. Platz    |
| 1994 | Canned Faith oder der Fischmörder                  | Henning Stöve                                                 | 2. Platz    |
| 1994 | Small Talk                                         | Thomas Stellmach                                              | 3. Platz    |
| 1995 | Die Schöpfung                                      | Thomas Meyer-Hermann                                          | 1. Platz    |
| 1995 | Wahlverwandtschaften                               | Lenard Fritz Krawinkel                                        | 2. Platz    |
| 1995 | Un Tablier de Graisse (Eine Schürze aus Speck)     | Ed Herzog                                                     | 3. Platz    |
| 1996 | Futter                                             | Carsten Strauch                                               | 1. Platz    |
| 1996 | Surprise!                                          | Veit Helmer                                                   | 2. Platz    |
| 1996 | Die Fischerswitwe                                  | Daniel Nocke                                                  | 3. Platz    |
| 1997 | Alles fließt oder Wo geht der Strom hin?           | Martina Dippon, Sigrun Köhler, Angelika Huber                 | 1. Platz    |
| 1997 | Coming Out                                         | Carsten Strauch                                               | 2. Platz    |
| 1997 | Was nicht passt, wird passend gemacht              | Peter Thorwarth                                               | 3. Platz    |
| 1998 | Cowboys                                            | Gerhard Tietz                                                 | 1. Platz    |
| 1998 | Zwischen Vier und Sechs                            | Corinna Schnitt                                               | 2. Platz    |
| 1998 | Martin – Das Erste Mal                             | Markus Herling                                                | 3. Platz    |
| 1999 | Idölle                                             | Anja Perl, Petra Schröder                                     | 1. Platz    |
| 1999 | Außer Betrieb                                      | Jörg Reddemann                                                | 2. Platz    |
| 1999 | Sind Sie Luigi?                                    | Stephan Brüggenthies                                          | 3. Platz    |
| 2000 | Bin weg – Lisa                                     | Matthias Kutschmann                                           | 1. Platz    |
| 2000 | Verzaubert                                         | Christian Ditter, Carmen Stozek                               | 2. Platz    |
| 2000 | Chicken Kiew                                       | Thomas Stellmach                                              | 3. Platz    |
| 2001 | Björn – oder die Hürden der Behörden               | Andi Niessner                                                 | 1. Platz    |
| 2001 | Das Taschenorgan                                   | Carsten Strauch                                               | 2. Platz    |
| 2001 | 220 V                                              | Jan Cordsen                                                   | 3. Platz    |
| 2002 | Tour Eifel                                         | Rainer Knepperges, Christian Mrasek                           | 1. Platz    |
| 2002 | Flatsch                                            | Thomas Oberlies                                               | 2. Platz    |
| 2002 | Der moderne Zyklop                                 | Daniel Nocke                                                  | 3. Platz    |
| 2003 | e-mail express                                     | Barbara Marheineke                                            | 1. Platz    |
| 2003 | Lassie                                             | Sinan Akkuş                                                   | 2. Platz    |
| 2003 | Dark Ages                                          | Daniel Acht, Ali Eckert, Stephan A. Rother                    | 3. Platz    |
| 2004 | Wunderbare Tage                                    | Matthias Kiefersauer                                          | 1. Platz    |
| 2004 | Die Überraschung                                   | Lancelot von Naso                                             | 2. Platz    |
| 2004 | no limits                                          | Heidi Wittlinger, Max Stolzenberg, Anja Perl                  | 3. Platz    |
| 2005 | Titanen des Erdreichs                              | Oliver Seiter                                                 | 1. Platz    |
| 2005 | Ball of Fame                                       | Gregor Maria Schubert                                         | 2. Platz    |
| 2005 | Der Ausflug                                        | Dorothea Nölle                                                | 3. Platz    |
| 2006 | Fliegenpflicht für Quadratköpfe                    | Stephan Flint Müller                                          | 1. Platz    |
| 2006 | Früchte der Langeweile                             | Jörg Rühenbeck, Hanns-Marcus Müller                           | 2. Platz    |
| 2006 | Die Babysitterin                                   | Christine Lang                                                | 3. Platz    |
| 2007 | Achterbahn                                         | Frank Wegerhoff                                               | 1. Platz    |
| 2007 | Freilandeier                                       | Daniel Faigle                                                 | 2. Platz    |
| 2007 | Bundeswehrtyp                                      | Til Penzek, Jon Frickey                                       | 3. Platz    |
| 2008 | Der Aufreißer                                      | Steffen Weinert                                               | 1. Platz    |
| 2008 | Kleptomaniac                                       | Steffen Zacke                                                 | 2. Platz    |
| 2008 | Ein Mal ein Meter                                  | Björn Aßmus, Sebastian Linda, Matthias Petermann, Frank Sauer | 3. Platz    |
| 2009 | Der Conny ihr Pony                                 | Robert Pohle, Martin Hentze                                   | 1. Platz    |
| 2009 | Die schiefe Bahn                                   | Jim Lacy, Kathrin Albers                                      | 2. Platz    |
| 2009 | Ein Abend außer Haus                               | Markus Beck                                                   | 3. Platz    |
| 2010 | Ampelmann                                          | Giulio Ricciarelli                                            | 1. Platz    |
| 2010 | Uwe + Uwe                                          | Lena Liberta                                                  | 2. Platz    |
| 2010 | Nicht nur der Himmel ist blau                      | Stephan Müller, Erik Schmitt, Oliver Walser                   | 3. Platz    |
| 2011 | Mobile                                             | Verena Fels                                                   | 1. Platz    |
| 2011 | Ich brauch mehr Rot!                               | Monika Tenhündfeld                                            | 2. Platz    |
| 2011 | Letzte Ausfahrt                                    | Sydney Gunkel                                                 | 3. Platz    |
| 2012 | Ein Teller Suppe                                   | Fred R. Willitzkat                                            | 1. Platz    |
| 2012 | Felix                                              | Anselm Belser                                                 | 2. Platz    |
| 2012 | Steffi gefällt das                                 | Philipp Scholz                                                | 3. Platz    |
| 2013 | Offline                                            | Benjamin Lenz, Ian Bawa, Markus Henkel                        | 1. Platz    |
| 2013 | Nashorn im Galopp                                  | Erik Schmitt, Stephan Müller                                  | 2. Platz    |
| 2013 | Grünes Gold                                        | Barbara Marheinecke                                           | 3. Platz    |
| 2014 | Meinungsverschiedenheiten                          | Jannick Seeber                                                | 1. Platz    |
| 2014 | coming out                                         | Gina Wenzel                                                   | 2. Platz    |
| 2014 | Wind                                               | Robert Löbel                                                  | 3. Platz    |
| 2015 | Ausstieg Rechts                                    | Rupert Höller, Bernhard Wenger                                | 1. Platz    |
| 2015 | Drei Experten drehen auf                           | Volker Heymann                                                | 2. Platz    |
| 2015 | Krippenwahn                                        | Satu Siegemund                                                | 3. Platz    |
| 2016 | Sweaty Santa                                       | Christian Ricken, Moritz Rautenberg                           | 1. Platz    |
| 2016 | Wer trägt die Kosten?                              | Daniel Nocke                                                  | 2. Platz    |
| 2016 | Er und Sie                                         | Marco Gadge                                                   | 3. Platz    |
| 2017 | Am Boden der Tatsachen                             | Monika Tenhündfeld                                            | 1. Platz    |
| 2017 | Pix                                                | Sophie Linnenbaum                                             | 2. Platz    |
| 2017 | Die Hochzeitspolizei                               | Rogier Hardeman                                               | 3. Platz    |
| 2018 | Die Herberge                                       | Ysabel Fantou                                                 | 1. Platz    |
| 2018 | L'aria del Moscerino                               | Lukas von Berg                                                | 2. Platz    |
| 2018 | BOOST YOUR REALITY                                 | Charlotte Couvé                                               | 3. Platz    |
| 2019 | Handarbeit                                         | Marie-Amélie Steul                                            | 1. Platz    |
| 2019 | Null Komma Sieben                                  | Moritz Boll                                                   | 2. Platz    |
| 2019 | Morgen kommt kein Weihnachtsmann                   | Anna Ludwig                                                   | 3. Platz    |
| 2020 | Das beste Orchester der Welt                       | Henning Backhaus                                              | 1. Platz    |
| 2020 | Ein fairer Deal                                    | Garry Savenkov                                                | 2. Platz    |
| 2020 | Like and Follow                                    | Tobias Schlage                                                | 3. Platz    |
| 2021 | Benztown                                           | Gottfried Mentor                                              | 1. Platz    |
| 2021 | Aktenzeichen XY ungelöst                           | Manuel Francescon, Michael Sommermeyer                        | 2. Platz    |
| 2021 | Nicht zu Nah!                                      | Luis Sütter                                                   | 3. Platz    |
| 2022 | Die beste Schule vor Ort                           | Martin D'Costa                                                | 1. Platz    |
| 2022 | The Art Of Authenticity                            | Carlo Oppermann                                               | 2. Platz    |
| 2022 | Motivationsfilm Nr. 751 – Berufsbild Betonarbeiter | Manuel Francescon, Michael Sommermeyer                        | 3. Platz    |
| 2023 | Korruption auf Erden                               | Omid Mirnour                                                  | 1. Platz    |
| 2023 | Ein Mord Frei // „Pubertäter“                      | Ares Ceylan                                                   | 2. Platz    |
| 2023 | better half                                        | Jürgen Heimüller                                              | 3. Platz    |
| 2024 | Hai Latte                                          | Carsten Strauch, Piotr J. Lewandowski                         | 1. Platz    |
| 2024 | Deutsche Sprache, schwere Sprache                  | Sejad Ademaj                                                  | 2. Platz    |
| 2024 | A Bloody Graveyard Story                           | Vanessa Stachel                                               | 3. Platz    |
| 2025 | Wegen Mama                                         | Lara Krämer                                                   | 1. Platz    |
| 2025 | BABY-RENNEN                                        | David Thibaut, Katharina Schnekenbühl, Diego Oliva Tejeda     | 2. Platz    |
| 2025 | Gekünstelte Intelligenz                            | Tim Joschua Seibert                                           | 3. Platz    |

## Partner / Kooperation
Partner der Rüsselsheimer Filmtage sind die Hessische Filmförderung und das Film- und Kinobüro Hessen. Weitere Zusammenarbeit besteht mit dem Open Air Filmfest Weiterstadt, den Filmfestivals Hessen, dem Wiesbadener Exground Filmfest, der Reinheimer Satirewoche und einer Medienpartnerschaft mit HR-Info.